# Kamionki (Sainte-Croix)
Pour les articles homonymes, voir Kamionki.
Kamionki est une localité polonaise de la gmina de Łączna, située dans le powiat de Skarżysko en voïvodie de Sainte-Croix.